# Duel dans la boue
Duel dans la boue (titre original : These Thousand Hills) est un western américain réalisé par Richard Fleischer, sorti en 1959.

## Synopsis
Albert Gallatin "Lat" Evans (Don Murray), est un jeune cow-boy arriviste. Son ambition est de posséder son propre ranch et d'être riche. Il se lie d'amitié avec Tom Ping (Stuart Whitman). Un jour, Jéhu (Richard Egan), un éleveur sans scrupules, le défie dans une course de chevaux, la course sera truquée au dernier moment par le cavalier de Jéhu mais le Marshall (Albert Dekker) désignera Lat comme vainqueur.
Cette nuit-là, Tom et Lat fêtent l'évènement au saloon avec les filles : Jen (Jean Willes) et Callie (Lee Remick). Après plusieurs péripéties dont une chasse aux loups qui tournera mal, Lat ne sait comment faire pour obtenir de l'argent qui lui permettrait d'acheter son ranch. Le banquier lui refuse un prêt, mais Callie qui est tombée amoureuse lui prête toutes ses économies.
C'est alors le début d'une ascension sociale fulgurante, on va même lui proposer un poste de sénateur. Joyce, la nièce du banquier (Patricia Owens) le courtise et il se détourne de Callie.
En pleine campagne électorale, Jehu propose à Lat qu'en échange de son vote, il participe à une traque vers le repaire d'une bande de voleurs de chevaux. Lat s'aperçoit alors que l'un des voleurs n'est autre que son ami Tom. Celui-ci malgré les protestations de Lat sera pendu sans jugement.
Rentrant chez lui, dépité, il reçoit un appel au secours manuscrit signé de Callie et découvre que Jehu la bat. Lat provoque Jéhu, ils se battent ; l'issue est incertaine, et quand Jéhu s'emparant d'un fusil met Lat en joue, Callie le tue. Le film se termine par un plan où Lat annonce à Joyce qu'il ira au procès de Callie témoigner en sa faveur.

## Fiche technique
- Réalisateur : Richard Fleischer
- Producteur : David Weisbart
- Scénario : Alfred Hayes d'après de roman de A.B. Guthrie Jr.
- Musique : Leigh Harline
- Photographie : Charles G. Clarke
- Distribution : Twentieth Century-Fox Film Corporation
- Sortie : 8 mai 1959
- Durée : 96 min.
- Budget : 1,645,000 $

## Distribution
- Don Murray (VF : Marc Cassot) : Albert Gallatin 'Lat' Evans
- Richard Egan (VF : Claude Bertrand) : Jehu, un éleveur de chevaux
- Lee Remick (VF : Joëlle Janin) : Callie, une prostituée de saloon
- Patricia Owens (VF : Martine Sarcey) : Joyce, la nièce du banquier
- Stuart Whitman (VF : Michel Roux) : Tom Ping
- Albert Dekker (VF : Serge Nadaud) : le Marshal Conrad
- Harold J. Stone (VF : Claude Péran) : Ram Butler
- Royal Dano (VF : Jean Amadou) : Carmichael
- Jean Willes : Jen, une autre prostituée de saloon
- Fuzzy Knight (VF : Fernand Rauzena) : Sally / Jacob Smith
- Robert Adler : Mike Godwin
- Frank Kreig (VF : Albert Montigny) : Fatty, le barman
- Ken Renard (VF : Jean Berton) : Happy, le serveur
- Barbara Morrison (VF : Lita Recio) : Miss Fran
- Ned Wever (VF : Paul Villé) : Link Gorham
- Nelson Leigh (VF : Gérard Férat) : le pasteur Van
- Jess Kirkpatrick (VF : Pierre Michau) : George Strain
- Tom Greenway (VF : Raymond Loyer) : Frank Chenault
- Steve Darrell (VF : Jean Clarieux) : McLean